# Edele Jernskæg
Edele Mikkelsdatter Jernskæg (d. ca, 1512) var hofdame til dronning Christine af Sachsen og angiveligt elskerinde til den danske Kong Hans.

## Forældre
Edeles forældre tilhørte den danske lavadel. Hendes fader, Mikkel Andersen Jernskæg, var lensmand på Eliinge, Roskildebispens borg (nu Løvenborg). Hendes moder hed Margrethe Andersdatter Grubbe. Efter moderens død giftede faderen sig for anden gang med Karen, en guldsmededatter fra Næstved.

## Hofdame og elskerinde
Senest 1498 blev Edele optaget som hofdame til Dronning Christine af Sachsen, Kong Hans' kone. Det var i denne stilling at hun fangede kongens øje og vandt hans gunst. I 1499 fulgte Edele kongen og dronningen til Stockholm, og her lagde man mærke til, at hun kørte i kongens slæde. I 1501 ledsagede hun endnu en gang regentparret til Stockholm. Denne gang blev dronningen efterladt i Stockholm mens Edele og kongen vendte tilbage til Danmark.

## Ægteskab
I 1501 eller 1502 blev hun gift med Torben Bille. Ægteskabet blev angiveligt en løftestang for hans karriere. Senest 1503 blev han lensmand på Abrahamstrup (Jægerspris), i 1504 blev han optaget i rigsrådet og i 1505 blev han lensmand på Vordingborg. Bille havde ydermere de fynske godser Sandholdt og Arreskov, hvor kongen i sine sidste ti år var en flittig gæst.